# Sénat du Nevada
80e législature
Capitole de l'État du Nevada, Carson City.
Le Sénat du Nevada (en anglais : Nevada Senate) est la chambre haute de la Législature du Nevada, l'organe législatif de l'État américain du Nevada.

## Composition
Il se compose de 21 sénateurs, élus pour un mandat de quatre ans dans l'une des 21 circonscriptions sénatoriales du Nevada (comptant en moyenne 128 598 habitants). Le Sénat est renouvelé tous les deux ans par moitié. Pour être élu, un sénateur doit avoir au moins 21 ans, vivre dans le Nevada depuis au moins un an et résider dans le district qu'il souhaite représenter. Les sénateurs ne peuvent pas servir plus de douze ans au sein de la chambre.
Le Parti républicain fait basculer le Sénat lors de la « vague républicaine » de 2014, avec 11 sièges contre 10 pour les démocrates. Le Sénat vire à nouveau démocrate en 2016, avec une marge identique.

## Siège
La législature du Nevada siège au Capitole de l'État du Nevada  situé à Carson City.

## Présidence
Le lieutenant-gouverneur de l'État préside de droit le Sénat, mais il ne peut voter qu'en cas d'égalité des suffrages. Cette fonction est exercée par la démocrate Kate Marshall depuis 2019.
Un président pro tempore est élu et dirige réellement le Sénat, il s'agit de Mo Denis depuis 2016.

## Représentation
| Date            | Parti      | Parti        | Total |
| Date            | Démocrates | Républicains | Total |
| --------------- | ---------- | ------------ | ----- |
| Date            |            |              | Total |
| 7 novembre 2018 | 13         | 8            | 21    |
| 5 mars 2019     | 12         | 8            | 20    |
| 15 mars 2019    | 13         | 8            | 21    |
| 3 janvier 2021  | 12         | 9            | 21    |